# Árpádia

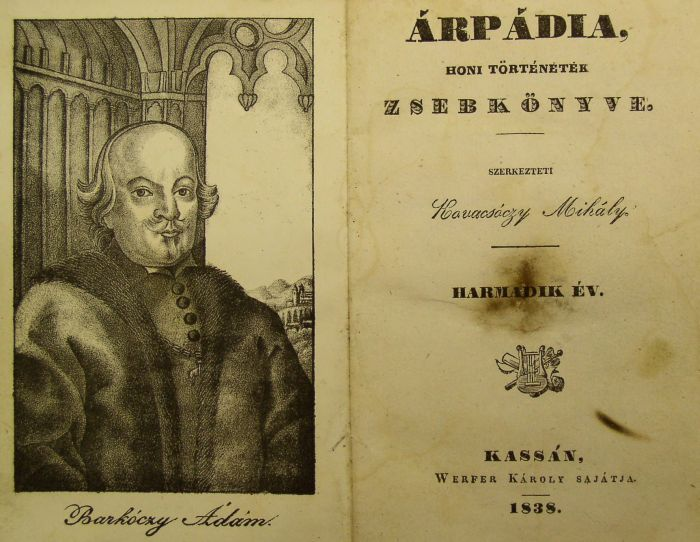

Az Árpádia, Honi történetek zsebkönyve (I-III. Kassa 1833, 1835, 1838) történeti kiadvány volt. Nagy Iván is idézte családtörténeti művében. Kovacsóczy Mihály szerkesztette.
Névváltozatok: Árpádia hist. zsebkönyv (Nagy Iván VI. 198.)

Rövidítések:
A magyar királyok és fejedelmek életéről szóló tanulmányokat, várleírásokat, nemesi családfákat, kéziratmásolatokat közölt. Az első kötet nevezetes írása Dessewffy József életrajza Kazinczy Ferenctől, a második köteté II. Rákóczi Ferenc levelezésének közlése Kemény Józseftől, a harmadikban ugyanő közölt adatokat Erdély Mohács előtti
történetéről.